# Bubalus cebuensis
Bubalus cebuensis és un búfal nan extint que fou descobert a les Filipines i descrit per primera vegada el 2006.
El seu tret més característic era la seva petita mida. Els búfals asiàtics domèstics d'avui en dia mesuren dos metres d'alçada a l'espatlla i poden pesar fins a una tona, però B. cebuensis només mesurava 75 cm i pesava 150–160 kg, menys que una altra espècie de búfal nan, B. mindorensis.